# Геевский, Степан Лукич
Степан Лукич Геевский (1813—1862) — русский писатель, поэт, переводчик и педагог.

## Биография
Родился 28 ноября (10 декабря) 1813 года в Зеньковском уезде Полтавской губернии; происходил из полтавских дворян. Начальное образование получил в Зеньковском поветовом училище, затем учился в Полтавской гимназии, по окончании которой поступил на юридический факультет Харьковского университета. В университете за сочинение по политической экономии получил серебряную медаль.
В 1834 году Степан Лукич Геевский поступил на службу в канцелярию харьковского губернатора и в то же время, как педагог, давал частные уроки. В 1838 году С. Л. Геевский был определён учителем русского языка и географии в Харьковскую первую губернскую гимназию.
После выхода в отставку в 1853 году Геевский поселился в своем хуторе, собираясь провести там остаток своих дней. В отставке он составил «Описание Зеньковского уезда Полтавской губернии» для Великого князя Константина Николаевича, а в 1859 году написал записку об уездных училищах и гимназиях и послал её министру народного просвещения А. С. Норову. Желание дать образование своим детям заставило его переехать в 1850-х же годах в город Харьков, где он поместил своих сыновей в пансион Сливицкого, а вместо платы за них занял должность учителя.
Свободное от занятий время Геевский посвящал поэзии, склонность к которой проявилась у него ещё в гимназии, и научно-литературным трудам.
Умер в Харькове 26 января (7 февраля) 1862 года.

## Творчество
В 1835 году он издал сборник своих стихотворений, преимущественно переводов из Гюго, Ламартина и Мильвуа («Сочинения и переводы в стихах С. Г.», Харьков, 1835), а в 1840 году написал комедию «Бурсак-учитель» (написана под влиянием «Пана Халявского» Квитки) так же под инициалами «С. Г.» Она вызвала резкую критику в «Отечественных записках» (1842).
Его повести «Воспитанница» (рукопись утрачена), «Своя семья», «Спектакль в старом театре», «Зимние приключения» и 30 стихотворений (переданы профессором Н. Ф. Сумцовым в библиотеку Харьковского историко-филологического общества) не были изданы при жизни автора.
Статьи:
- «Об украинских чумаках» («Харьковские губернские ведомости». — 1845. — № 24);
- «Краткий очерк местоположения и исторической жизни Украины» («Полтавские губернские ведомости». — 1846. — № 38);
- «О бабах и дедах» («Северная пчела». — 1846. — № 126).

Не были напечатаны его переводные статьи: «О северной народной поэзии» (из Мармье) и «О новогреческой поэзии» (с польского); они составляли часть задуманного им труда: «Краткое обозрение народной и письменной литературы народов в Европе».